# Panzerabwehrlenkwaffe

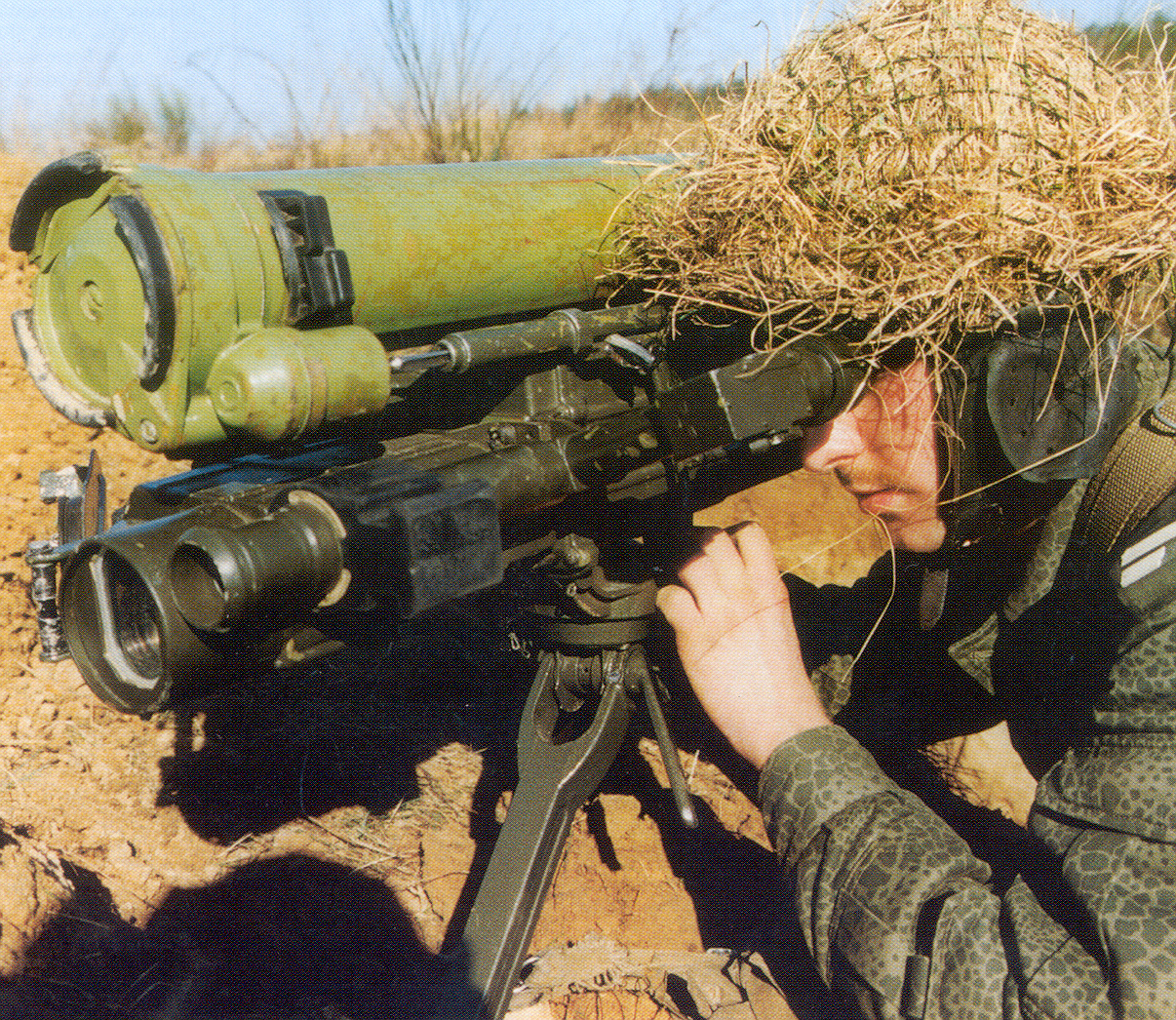
Sowjetischer PALR-Komplex 9K115 Metis

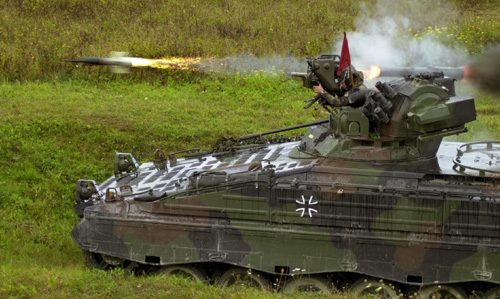
Deutsch-Französische MILAN auf SPz Marder

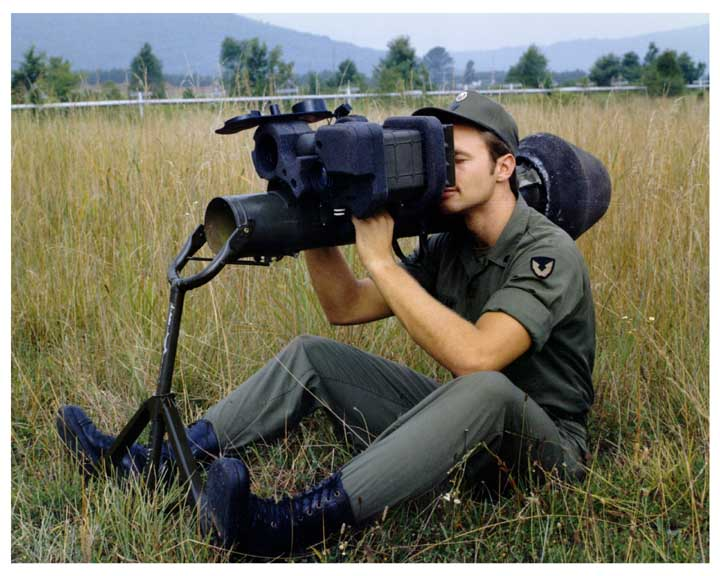
Amerikanische M47 Dragon

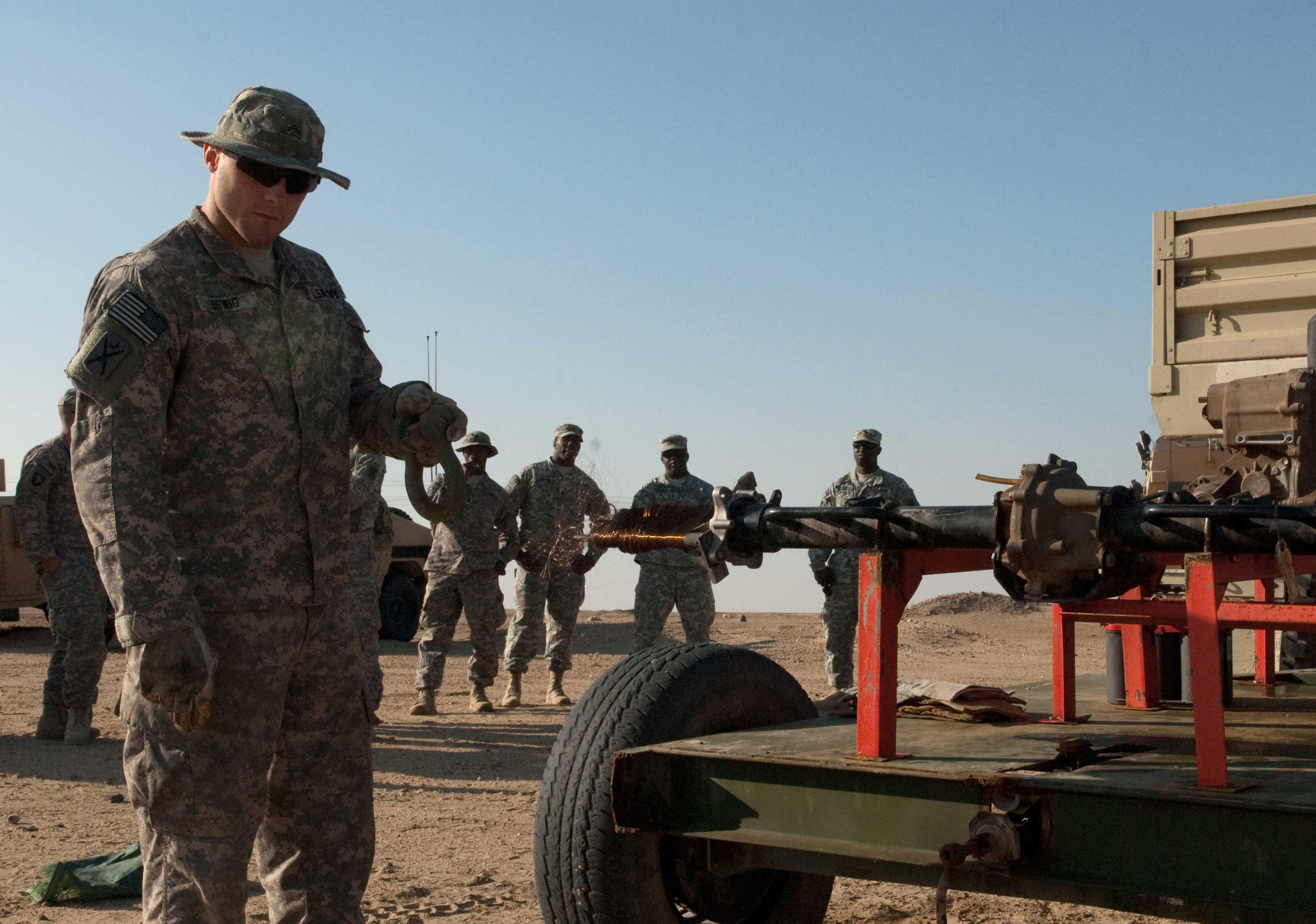
Lenkdraht der TOW wird nach einer Übung aufgerollt

Panzerabwehrlenkwaffen sind Systeme zum Abschuss von präzisionsgelenkter Munition.

## Beschreibung
Die Panzerabwehrlenkwaffe (ATGM für anti-tank guided missile, manchmal auch Panzerabwehrlenkrakete – PALR, Antipanzerlenkwaffe oder Antipanzerrakete) ist eine Rakete, die zur Bekämpfung von Panzern eingesetzt wird und im Flug auf das Ziel gelenkt wird. Sie ist abzugrenzen von ungelenkten reaktiven Panzerabwehrhandwaffen wie der Panzerfaust oder RPG-7.
Bodengestützte Systeme werden hinter Erdwällen, vom Waldrand oder anderen verdeckten Stellen, aber auch von Fahrzeugen aus eingesetzt. Panzerabwehrlenkwaffen sind neben dem Boden-Boden-Einsatz auch als Luft-Boden-Waffe einsetzbar, wobei Kampfflugzeuge, Kampfhubschrauber und neuerdings auch Drohnen als Startplattform dienen. Die Lenkbarkeit ermöglicht auch neue Taktiken wie das „Top-Attack“-System, bei dem die Rakete in einem Bogen die relativ schwach gepanzerte Panzeroberseite ansteuert.

## Entwicklungsstufen und Lenksysteme
Die ersten Systeme wurden in den letzten Jahren des Zweiten Weltkriegs entwickelt.
Man unterscheidet bis jetzt drei Generationen von Lenksystemen:
- Passive Lenksysteme (auch MCLOS = Manual Command to Line of Sight), bei denen die Steuerung zum Ziel manuell erfolgt und bis zum Einschlag aufrechterhalten werden muss. Bei diesen Systemen der Ersten Generation erfolgte die Steuerung meist durch eine Drahtverbindung zwischen Flugkörper und Startplattform. Es bedurfte dabei intensiven Trainings und Geschicklichkeit, das Ziel zu treffen. Es existierten auch funkgesteuerte Versionen, die aber störanfällig sind. Ein Beispiel für passive Lenksysteme ist die sowjetische 9M14 Maljutka, die unter anderem im Nahostkonflikt auf ägyptischer Seite häufig zum Einsatz kam.
- Halbaktive Lenksysteme (auch SACLOS), bei denen der Schütze nur noch das Ziel im Visier halten muss, während der Flugkörper seine Bahn entlang der Ziellinie selbsttätig korrigiert. Ältere Lenkraketen werden nach diesem Prinzip über einen Verbindungsdraht gesteuert, während die neueren Systeme auf eine Zielbeleuchtung durch Laser setzen, was zu höherer Flexibilität und Sicherheit für den Schützen führt, da dies auch von anderer Stelle aus erfolgen kann. Drahtgesteuerte Systeme sind zum Beispiel die US-amerikanischen M47 Dragon und TOW oder die europäischen HOT und MILAN sowie die russische 9K115-2 Metis-M, lasergesteuert sind die amerikanische AGM-114 Hellfire (außer Version L) und die russische 9K135 Kornet. Rohrraketen verfügen bisher ausschließlich über lasergesteuerte halbaktive Lenksysteme.
- Aktive Lenksysteme, die durch Sensoren (optisch, infrarot oder Radar) im Gefechtskopf das Ziel selbständig verfolgen. Bei diesen Systemen der Dritten Generation wird das Ziel vom Schützen nur noch vor dem Start durch einen Videosucher festgelegt, Sichtverbindung während des Fluges oder auch Zielbeleuchtung sind nicht mehr notwendig – auch Fire-and-Forget genannt. Aktuell im Einsatz sind bei der US-Army die FGM-148 Javelin mit Infrarot-Videosuchkopf und die Version L der AGM-114 Hellfire II, bei der russischen Armee wurde vor kurzem das 9K123-Chrisantema-System eingeführt, das alternativ Laser (SACLOS)- oder Radar-(fire-and-forget)-Steuerung ermöglicht.